# Tamiris de Liz
Tamiris de Liz (née le 18 novembre 1995) est une athlète brésilienne, spécialiste du sprint. 

## Biographie

### Palmarès
| Date | Compétition                            | Lieu        | Résultat | Épreuve   | Performance |
| ---- | -------------------------------------- | ----------- | -------- | --------- | ----------- |
| 2011 | Championnats du monde jeunesse         | Lille       | 6e       | 100 m     | 11 s 73     |
| 2011 | Championnats d'Amérique du Sud juniors | Medellín    | 1re      | 100 m     | 11 s 43     |
| 2011 | Championnats d'Amérique du Sud juniors | Medellín    | 1re      | 200 m     | 23 s 35     |
| 2011 | Championnats d'Amérique du Sud juniors | Medellín    | 1re      | 4 × 100 m | 44 s 64     |
| 2012 | Championnats du monde juniors          | Barcelone   | 3e       | 100 m     | 11 s 45     |
| 2012 | Championnats du monde juniors          | Barcelone   | 3e       | 4 × 100 m | 44 s 29     |
| 2013 | Championnats d'Amérique du Sud juniors | Resistencia | 2e       | 100 m     | 11 s 55     |
| 2013 | Championnats d'Amérique du Sud juniors | Resistencia | 3e       | 200 m     | 23 s 85     |
| 2013 | Championnats d'Amérique du Sud juniors | Resistencia | 2e       | 4 × 100 m | 45 s 53     |

### Records
| Épreuve    | Performance | Lieu      | Date              |
| ---------- | ----------- | --------- | ----------------- |
| 100 mètres | 11 s 42     | Barcelone | 11 juillet 2012   |
| 200 mètres | 23 s 35     | Medellín  | 24 septembre 2011 |